# Ulica Łagiewnicka w Świętochłowicach
Ulica Łagiewnicka − jedna z głównych ulic Świętochłowic, przebiegająca przez dzielnicę Chropaczów.
Została zbudowana w końcu XIX wieku i łączyła osadę Bytom z Chebziem, nazywała się wówczas Beuthener Strasse.
Przy ulicy znajduje się chropaczowski ratusz z 1911 oraz kamienice z XIX i początku XX wieku. W zachodniej części znajduje się stadion Naprzodu Lipiny
Ulicą na całej swojej długości kursują tramwaje Zarządu Transportu Metropolitalnego (ZTM).

## Nazwy ulic
- do 1902: Chaussee von Lipine nach Lagiewnik (szosa z Lipin do Łagiewnik) lub Dorfstrasse (Wiejska),
- od 1902: Beuthenerstrasse,
- 1922–1935: Bytomska,
- 1935–1939: Marszałka Piłsudskiego,
- 1939–1945: Beuthenerstrasse,
- 1945–1951: Bytomska,
- 1951–1991: Stalingradzka,
- od 1991: Łagiewnicka